# Саттель, Евгений Адамович
Евге́ний Ада́мович Саттель (Сатель) (1889, Москва — 16 января 1938, Коммунарка) — участник революционного движения и Гражданской войны в России, член боевой организации партии социалистов-революционеров, сотрудник ВЧК, организатор кинопроизводства, управляющий Всесоюзной конторой по кинопроектированию «Госкинопроект».

## Биография
Родился в Москве в семье инженера-механика (по другим сведениям в купеческой семье), потомок обрусевших французов. Окончил Московское городское Мещанское училище, в 1906 году — Московское реальное училище Фидлера. В 1909—1911 годах учился в университете в Париже по специальности художник по декору, но курс не окончил.
С 1905 года по 1909 год — член боевой организации партии социалистов-революционеров. В 1907 году был арестован, провёл 5 месяцев в тюрьме, был приговорён к 10 годам заключения, бежал. В 1909 году за участие в террористической деятельности был приговорён к смертной казни, бежал за границу. Был лично знаком с Б. В. Савинковым.
В эмиграции перешёл к анархо-синдикалистам, участвовал в их движении во Франции. В 1909—1914 годах работал шофёром-механиком в гараже автомобильной компании Peugeot в Париже. В августе 1914 года добровольцем вступил во Французский Иностранный легион, воевал рядовым-пулеметчиком в Алжире до мая 1917 года, после чего вернулся в Россию. С июля по ноябрь 1917 года — помощник начальника Сущевско-Марьинского комиссариата милиции Москвы, в дни Октябрьского вооружённого восстания в Москве участвовал в разоружении войск, верных Временному правительству. С осени 1917 года — член партии левых эсеров. С марта по август 1918 года — следователь Отдела по борьбе с преступлениями по должности ВЧК в Москве. В июле 1918 года не примкнул к восстанию левых эсеров.
С сентября 1918 года — в РККА, служил красноармейцем в 24-м Козловском полку дивизии Сиверса, воевал в районе Камышина и Балашова. В марте 1919 года был ранен и комиссован, до августа 1919 года лечился в Самаре.
В 1919—1921 годах — агент по снабжению уездного отдела народного образования в Балакове Самарской губернии. В 1921—1922 годах — заведующий подотделом транспорта Самарского губернского продовольственного комитета. В 1922—1923 годах — уполномоченный Московского отделения транспортного бюро ГПУ Украины. Летом 1923 года был арестован по доносу, обвинялся в вооруженном сопротивлении властям после подавления восстания левых эсеров в 1918 году, но вскоре был освобождён.
В 1923—1924 годах — инспектор, сотрудник для поручений, временно исполняющий обязанности управляющего делами, заместитель заведующего административно-хозяйственным отделом Центрального управления Госкино. В 1924—1925 годах — управляющий делами и заведующий административно-хозяйственным отделом 1-й фабрики Госкино. В 1926—1930 годах — заведующий административно-хозяйственным отделом, управляющий делами  АО «Совкино».  В декабре 1926 года вступил в ВКП(б). В 1930—1933 годах — начальник сектора капитального строительства «Союзкино», курировал строительство Шосткинской фабрики и фабрики по производству киноплёнки в Переславле.
В 1933—1934 годах — начальник сектора капитального строительства Главного управления кинофотопромышленности при СНК СССР. С  апреля 1934 года — управляющий Всесоюзной конторой по кинопроектированию «Госкинопроект». Отвечал за разработку проекта и начало строительства «советского Голливуда» — киногорода в Крыму, а также Большого академического кинотеатра СССР.  26 января 1936 года в газете «Кино» была опубликована статья Е. А. Саттеля и С. Д. Длугача «Построим лучший в мире киногород», в которой были обнародованы некоторые конкретные цифры и параметры этого проекта. В феврале 1936 года Ильф и Петров в своем письме И. В. Сталину высказали мнение, что «в специальном киногороде нет никакой необходимости». Проект по строительству киногорода был подвергнут критике в печати, в конце 1936 года не был утверждён правительством, начатые работы были приостановлены, в 1937 году проект был закрыт. Сторонники постройки «советского Голливуда» были обвинены в слепом преклонении перед американской системой производства фильмов, а сам проект был расценен как вредительство.
Арестован 2 сентября 1937 года. В сентября 1937 года на Первом всесоюзном съезде профсоюза киноработников был назван «врагом народа».16 января 1938 года приговорён Военной коллегией Верховного суда (ВКВС) СССР за участие в контрреволюционной организации к ВМН. Расстрелян в тот же день. Реабилитирован ВКВС СССР 14 сентября 1957 года.

### Семья
- отец — Адам Игнатьевич Саттель (1864—1932), инженер-механик[1];
- мать — Амалия Юльевна Саттель, преподаватель французского языка[30];
- брат — Эдуард Адамович Сатель (1885—1968), советский учёный в области машиностроения, доктор технических наук, профессор, заслуженный деятель науки и техники РСФСР (1946), Герой Социалистического Труда (1965)[30].